# 劍之女王與烙印之子
《劍之女王與烙印之子》（日语：剣の女王と烙印の仔）是杉井光撰寫，夕仁繪製封面與插畫的一部輕小說。由MF文庫J出版，繁體中文版由臺灣東立出版社代理。
於2011年8月宣布漫畫化預定。漫畫版本將於Comic Flapper的2012年1月號開始連載，由あきやまねねひさ繪製。

## 概要
以架空世界觀為譜的中世紀歐洲風幻想戰記。強大的王國、與之對抗的複數公國及內戰的背景，具有預見自己未來命運的少女米娜娃，和吞噬周圍之人命運能力的少年克里斯交織而成的戰鬥故事。
在劇中有著各式各樣具名的神祀登場，而這些皆取自於羅馬神話及希臘神話的諸神之名。

## 簡介
作為內戰不斷的聖王國傭兵克里斯托弗洛，在戰場上屢次生還而被稱為《噬星之獸》被人畏懼著。某日，在戰場上遇見了別名《灑鹽的死神》，此一忌諱的少女米娜娃。她稱其為「終結自己性命之人」並向其挑戰，但倒下的並非米娜娃而是克里斯。驚訝的米娜娃將其領走，其後則作為札卡利亞公國銀卵騎士團的一員入團。

## 登場人物

### 銀卵騎士團
克里斯托弗洛（暱稱：克里斯）
本作主角。以偽名「克里斯」作為自己的名字。額頭與雙手上身宿著「烙印之獸」，被村中的長老指為不幸的象徵而必須殺害之，但被母親隱密藏匿於倉庫中私下哺育。於7歲時由於全村受山賊襲擊而殲滅殆盡，便隻身浪跡天涯。而後，便以傭兵的身份漂泊戰地，無論如何絕望艱鉅的任務皆能一人生還，有《噬星之獸》這個忌諱般的稱號。額頭與雙手上的印記「冥王歐克斯的刻印」，這個印記具有能將人吞噬殺害的力量。最初僅具有吞噬周圍之人命運的能力，但在打敗柯尼勒斯之後，便能將死者的靈魂自冥界呼喚出來並就近聽從指令的能力。主要在聖王國的軍隊中僱傭作戰，曾參與希特主教領地之役、拉坡拉幾亞之役及普林齊諾坡里攻略戰等戰役，在米娜娃打敗其將之收為奴隸之後，便跟隨銀卵騎士團奔走並成為團長的近衛隊員。劍術自創流派，不過在幾經戰場奔走後則為頗具實力之人，將野獸的力量解放之後能發揮出超強韌性的戰鬥能力。
淌流著三大公家的血脈，根據米娜娃和希爾維雅所預見的「託宣預言」為其女兒之父，更進一步確定他就是聖王紳。隨著與米娜娃的關係漸深，冥王歐克斯與命運女神──杜克神的命運也一併捲入。
在奪回聖卡立昂後，為取得冥王歐克斯的真名控制刻印之力即與米娜娃道別並隻身前往聖都。在途中與卡拉相遇後，又於聖都王城內遇見了格雷烈斯並脅持其前往地底湖。但是，於地底湖確認了獸的真名即為「克里斯托弗洛」，歐克斯刻印的力量自最初早已經解放，且獸的慾望最終會佔有米娜娃因而感到絕望。於失去志向的其間被格雷烈斯下屬的間諜「章魚」搬送至陰銀宮，並接受格雷烈斯的提議以伊凱洛斯的刻印之力抹去身為克里斯托弗洛這個名字的全部記憶，連同為米娜娃而活的承諾等一並消除，當所有記憶被剝奪後便成為如同屍體般而苟活之貌。其則遭棄置於銀陰宮不顧，其後，被格雷烈斯奪去莫爾菲斯真名而來到銀陰宮的太王提貝烈斯襲擊。
最後米娜娃的杜克神之力，使他和米娜娃回到了最初相遇的夜晚，在那米娜娃說出了克里斯的真名，克里斯也恢復了記憶，2人永遠的在一起，在那封閉的圓環中。
米娜娃・聖蒂基瑪・伊弗杜娜（暱稱：蜜娜）
本作女主角。不使用鎧甲防衛而使用比甲冑更加沉重的巨劍，隻身摧毀無數的部隊，《向戰場播灑鹽的死神》亦稱作《灑鹽的死神》的少女劍士。而她的真實身份，乃是從聖王國脫逃的託宣女王，在身體中寄宿著命運之神──杜克神，而能預見會發生在自己身上危機的能力。在戰鬥時最大限度地活用那個預知能力，因而換得不裝備鎧甲卻能躲過敵人全數的攻擊。
對於成為自己的替身而被囚禁在聖王國女王之位的希爾維雅感到懊悔，並為了希爾維雅打算毀滅聖王國，常自暴自棄的到處奔走作戰。由於希爾維雅的痛苦而對自己會變得怎麼樣命運感到萬分絕望，在與吞噬自己命運的克里斯相遇之後，而漸漸改變自己的存活理念。對克里斯抱有好感，但缺乏戀愛經驗而無法坦率表達自己的感情。不過，隨著自己與克里斯的邏絆漸深，在戰鬥中對自己做為女王的責任感逐漸甦醒，打算一同背負週遭人們的感情。最後米娜娃的杜克神之力，使她和克里斯回到了最初相遇的夜晚，在那米娜娃說出了克里斯的真名，克里斯也恢復了記憶，2人永遠的在一起，在那封閉的圓環中。
弗蘭契絲嘉・德・札卡利亞（暱稱：弗蘭）
銀卵騎士團的團長。札卡利亞公國的公主。才色兼備的女子，據說在15歲前便拒絕超過100名男子求婚這般驍勇善戰的紀錄。為了尋找能配上自己並比自己強悍的貌美男子之故，不斷在戰場出入指揮騎士團，由於發揮過人的指揮能力而被任命為團長。對於美貌之人不論男的女的皆配至在身旁，如剛剛加入騎士團的克里斯便配屬在自己的近衛中。
運籌多次作戰成功而被當作是軍事戰略家，被聖王國稱作《札卡利亞的女狐狸》。平時做為照顧米娜娃諮詢顧問的性格，但一到了戰場上，則是為了一次勝利可以不擇手段冷酷無情的指揮官。當其不斷歌頌著解放聖王國高歌之時，也成為三大公家以及神官團掌握聖王國實權野心瞄準的棋子。
在到達普林齊諾坡里出席教宗選舉，意圖達到政教分離時卻因冥界之門的緣故，而在那事件發生之後取得了戰爭女神蓓蘿娜印記這樣屈辱的失敗。事後則以蓓蘿娜的真名「聖・蒂姬瑪・耶・蓓蘿娜」作為稱號。
吉爾伯特（暱稱：吉爾）（東立中譯版第3冊後改譯為吉伯特）
近衛隊長。沉默寡言但對弗蘭契絲嘉盡忠的騎士。與米娜娃相同的老師接受劍術指導，有和米娜娃勢均力敵的實力。常將主人弗蘭契絲嘉放在第一考量順位的耿直之人，最初也主張將原敵人克里斯殺掉，但後來則認可他並將自己劍借出。雖然沉默寡言但內心卻放不下心，經常替米娜娃與克里斯毫無道理的爭執勸架。為聖王國憲兵騎士團「黑薔薇騎士團」之所屬，並利用此一身份侵入聖王國。而後，於王宮的謁見大廳下發現了神秘地底湖確實存在的消息，但受到當時在場的梅克留斯投擲短劍負傷，並在回到弗蘭契絲嘉一行人身旁後，將迷樣地底湖有關的情報告知克里斯。
寶拉
近衛隊中的1名醫務兵。當還是年幼的少女時，就與弗蘭契絲嘉一同生活，作為其影武者而配屬在騎士團中。後則為軍醫尼可羅的助理，除了包辦騎士團中女性的醫療業務外，有時候也作為代理弗蘭契絲嘉號令騎士團的指揮官。無論在什麼地方都可以跌倒的冒失娘。在日漸增劇的戰鬥中逐漸耗損精力，不過作為醫務兵的責任感與尼可羅的囑咐依舊硬把笑容掛在臉上。當弗蘭契絲嘉出席教宗選舉之時，一方面假裝執行弗蘭契絲嘉預先留下的作戰應對策略，一方面執行公國聯軍的指揮。由於尋獲敵方刻意棄置由卡拉所撰寫的戰術應對指南而慌亂，但在眾騎士團的斥責後則重新振作，最終成功收復聖卡立昂。
尼可羅
軍醫。戴著單片眼鏡溫文柔雅的男子，但每次遇到弗蘭契絲嘉或米娜娃時，就變成想替她們做女性診察的輕薄好色男。留著邋遢的鬍鬚。不過出外任務時，則是能丟擲不少數量的刀具，替弗蘭契絲嘉阻擊的殿軍，也是一同參與過營救任務的少數菁英。實際上但卻是個不融於帕露凱信仰的安哥拉人，也是實質意義上的異教徒。本名為尼可徠（ニコライ）。本身通曉安哥拉的技術與知識。為安哥拉所派出的間諜，為了配合安哥拉的侵略行動而隱匿脫離騎士團，現與安娜絲塔希雅一同行動。

### 聖王國
希爾維雅・聖蒂基瑪・伊弗杜娜
米娜娃的妹妹。現任聖王國的託宣女王。與姐姐米娜娃的一樣擁有託宣之力，雖然託宣之力很弱需要使用藥物，但是擁有較米娜娃強大的命運女神杜克之力。儘管非常思念姊姊但在諸多考慮之下，迄今仍忍受痛苦依然留在女王的名座下。由於身沒有能夠信任的人而對身旁的人抱有強烈的不信任感，如最初亦不打算信任朱力歐。但是，在逐漸接觸之下則予以接納。偶爾，同時會有與米娜娃一樣的預知。據榭蘿妮希卡的說法，杜克神有著預知以外其它的能力。
在聖巡途經德克雷希特時遭遇安哥拉軍的襲擊。在德克雷希特瀕臨陷落前被榭蘿妮希卡將全身的抽出短暫地死亡了，但借由安娜絲塔希雅的刻印在次賦與其生命，便從榭蘿妮希卡身體的內側強制性地復活。眼見即將被俘虜之際，被突入的朱力歐及梅克留斯搭救並逃離德克雷希特。
朱力歐・傑米尼亞尼
希爾維雅的守護騎士。像少女一般美麗容貌的少年，有著隱晦性別並作為巫女培訓的過往經歷。被王國的劍術指導師卡拉發覺他的劍術才能，並獲得「白薔薇騎士」這樣在王國內少數崇高的地位。由於提貝烈斯太王的命令，而成為希爾維雅的守護騎士並作為身旁的親信，但卻漸漸能了解希爾維雅的心情。擁有強烈純真的性格，即使對象是王配候也仍貫徹自己的意志。當察覺自己是向希爾維雅探密的斥候時則感到絕望，轉而狙殺克里斯的性命但卻告失敗。而後返回希爾維雅身邊的原職。為了找尋失蹤的希爾維雅而向提貝烈斯太王出獻自己。並且，被太王提貝烈斯奪取軀體與梅克留斯一同前往北方，在德克雷希特女帝安娜絲塔希雅的浴室中尋獲希爾維雅，並被安娜絲塔希雅作為一介武人壓倒性的力量所壓制。正當同時，太王提貝烈斯的身體發生異變而取回肉體的自由，而後同希爾維雅和失去意識的梅克留斯自德克雷希特脫出。
柯尼勒斯・艾比梅斯
王配候的其中1人。艾比梅斯大公家的當家，既是有名劍士亦為功高的將軍，18歲時便是紫薔薇騎士勳章的授與者。最早發現克里斯的真實身分，並將其投入危險的戰場，意圖利用其此一力量。額頭及雙手背上有著陶醉之神雅克斯的刻印，具有操縱其劍曾碰觸之人身體行動能力的力量。是克里斯同父異母的兄弟，而本人似乎也意識到了這一點。冷酷無情，對於好色的父親十分厭惡，一概否認與親屬間的關係。根據米娜娃的託宣預言而取得成為其夫婿的資格，但在婚禮進行的過程中被闖入的克里斯殺害身亡。
格雷烈斯・尼洛斯
王配候的其中1人。在王配侯的三人中最年長者，太王提貝烈斯的弟弟，米娜娃及希爾維雅的叔父。有著謹慎熟慮的性格，對於大公家之外的人不削一顧。有著為數眾多被稱為「章魚」的情報員下線，消息靈通。擁有夢想之神伊凱洛斯的刻印，除了具有解讀對方心思的能力之外，在刻印的能力被強化之後更有能夠奪取對方記憶的力量。費盡心思欲通曉及支配權勢的王配侯，聖王國體系中首屈一指的優秀人才，是個玩弄周圍個性強烈之人的老狐狸。由於在年幼時便看透許多人的心思，故對自己的能力感到強烈地厭惡。此外，在不得不逼迫朱力歐的事件中抱有著罪惡感。
於聖都皇宮內遭遇為知曉冥王歐克斯真名而入侵的克里斯，被其脅至地底湖，並利用因得知真相而絕望的克里斯，成功奪取其全部的記憶。其後，以殺害弗蘭契絲嘉有利於聖王國之調作為計略之掩護，實質上則圖莫爾菲斯刻印力量的植入。但早於提貝烈斯將能力植入並奪取朱力歐肉身之時，格雷烈斯已奪得提貝烈斯之記憶及意識而共存於其中得以維持自由，並反過來使用伊凱洛斯的刻印能力奪取提貝烈斯關於莫爾菲斯真名的記憶。且於哈德利雅奴斯要塞的和平交涉時欲以取得的能力感染支配弗蘭契絲嘉，以其所持有的琉璃短劍貫穿其咽喉。卻因出席的弗蘭契絲嘉為影武者，依弗蘭契絲嘉孤注一擲的策略所囿而無以得謀。同時，提貝烈斯不明的變卦而使莫爾菲斯刻印之力無法使用，亦發生卡拉亂入會議場的情況。當回到皇宮後，提貝烈斯的遺體也被發現於銀陰宮。
路裘斯・古雷格烈斯
王配候的其中1人。冷笑世事具嗜虐性的男子。催眠之神索姆奴斯刻印的持有者，其刻印具有使周圍之人辨識能力降低的能力。其使用刻印之力使駐守在耶帕維拉的聯軍要塞相繼陷落，更使克里斯遭受足以致命的傷害，後因米娜娃的力量而使其清醒而未能成功殺害。之後，其依照卡拉所交付的作戰計劃書來對應聯軍的進擊，但由於對自身的能力過分自負與依賴計劃書，未能清楚判斷聯軍的行動犯下錯誤的決策，而被克里斯殺害奪取能力。
提貝烈斯・尼洛斯
太王。格雷烈斯的長兄以及米娜娃與希爾維雅的生父。隱居於王城角落的「翡翠宮」。在年幼的米娜娃眼前殺害自己的妻子尤莉雅，此事也成為往後米娜娃逃離王宮的原因。對於謁見的朱力歐毫不在意地道論國家機密，言談十分輕浮。對政治毫無興趣，卻固執於將高齡的自己重返青春的秘術，曾使用已故之尤莉雅女皇的鮮血意圖使自己的自己變得更為年輕，而結果僅部分的身體成功，其餘的身體部分則無皮膚、肌肉纖維剝露的醜陋姿態，這樣的姿態被其弟格雷烈斯深深厭惡。持有幻惑之神莫爾菲斯的刻印，有著能將他人的身體作為自己精神移動後自在操縱的能力。被取得肉體之人會浮現出刻印，並能將能力感染出去。由於安哥拉軍隊的侵略為救出行蹤不明的希爾維雅，便接受朱力歐讓出自己的身體供其精神乘用的提議。
在前往哈德利雅奴斯要塞的和平交涉前與格雷烈斯會面，格雷烈斯請求將莫爾菲斯刻印的力量植於自己身體。但格雷烈斯的策略是將能力刻散植入自己的肉體後，利用自己伊凱洛斯的能力抹去太王記憶中莫爾菲斯的真名，反奪取其的能力。在憤怒之餘，想起凍存在陰銀宮前托宣女王尤莉雅的血液借以取回真名而前往陰銀宮，而與被奪取記憶後的克里斯相遇。在發現克里斯額頭上的刻印後，欲奪取冥王歐克斯的力量便挑起散落在克里斯身旁的太刀襲擊。但後來，回到皇宮的格雷烈斯卻在銀陰宮發現提貝烈斯的遺體。
迪羅涅斯・艾比梅斯
柯尼勒斯和克里斯的父親。但是，對於親子及家庭的關愛顯然是不存在的。是個在戰爭時無視敵我領地都會在土地上進行掠奪的殘虐軍人，雖為大公家出身但長久以來被中央遠放，身處如盜賊般低下的傭兵業務，但在柯尼勒斯死後便取得艾比梅斯大公家家主的代理，而後更獲得將軍一職。好色、嗜殺、思考僅是為了掠得──毫無節操的男人。但論及軍事方面的能力，就連格雷烈斯也不得不認同。如弗蘭契絲嘉對其行動抱有疑惑而猶豫未決，而使銀卵騎士團喪失主動權而不得不陷於困境。
恐慌之神霍姆斯刻印的持有者，具有破壞周圍之人精神，使其感到崩潰的能力。另外，將獸的能力解放可能會超出身體所能負擔的極限。雖如此，就作為一介軍人與劍士而言，其實力仍是足以誇耀的。
克里斯托弗洛的生父，掠奪並籠禁克里斯的母親，並每晚如野獸般地持續侵犯之。由於好奇：「把她釋放回村莊會變成怎麼樣？」這般理由而將其釋放。其乳房上的紅痣為徹夜為伴時的齒咬痕。
與克里斯無一相似的彪形大漢，通曉許多種類的劍的使用方式，能將米娜娃壓制。因朱力歐致命性的一擊負傷而解放刻印之力並開始敵我無視的無差別性攻擊，但被解放野獸之力的克里斯斷其手臂而敗。儘管求饒但仍被貫穿頭顱而命絕。
榭蘿妮希卡
作為女王身旁的神官團團長。是位階最上的祭司巫女。經常批著杜克神的從屬絲繆露娜女神的紋章刺繡的衣物，常保青春的時間長的令人毛骨悚然的女人，與安娜絲塔希雅為舊識。為了從希爾維雅身上託宣不擇手段冷酷無情。並利用為女王的親信這個角色，與三大公家爭奪權力。在發現託宣女王的血具有還原時間的效果，便飲取世世代代託宣女王的鮮血保持青春。像是為了自己的什麼使命似的，如遵從命令般地爭奪權力並保持自己的青春。持有絲繆露娜的刻印，僅能在聖王國古老的紀錄中發現該刻印相關的紀錄。希爾維雅在聖巡的途中遭遇安哥拉軍隊的襲擊，由於希爾維雅的逃亡去向不明而被囚禁拷問。其後，於德克雷希特陷咫尺落前找到全身鮮血被取出的希爾維雅屍體而使安娜絲塔希雅發現其保留杜克血脈的意圖，安娜絲塔希雅使用伊諾・摩勒塔的刻印力量讓希爾維雅強制性地復活，而使其身體自內側被扯裂而身亡。
埃勒維雷歐斯（東立中譯版第3冊後改譯為艾比雷歐）
大將軍。年輕時就爬到軍部頂端的有能軍人。與朱力歐同為白薔薇騎士的一流劍士。為部下所景仰追隨的對象。對朱力歐有著很高的評價，因而向格雷烈斯建言其作為暗殺克里斯的刺客。謀略家，手中握有榭蘿妮希卡及太王提貝烈斯的秘密。其後欲除去與希爾維雅關係親近的朱力歐，而委由康納法羅進行暗殺，但最後以失敗告終。
卡拉
皇家劍術指導師。奔放的女性劍士，將職務託付給自己的弟子朱力歐便周遊列國。亦是米娜娃與吉爾伯特的老師，有著「埃勒維雷歐斯和朱力歐兩個人聯手也無法批敵。」、「就連吉爾伯特和蜜娜一起上來對付他都不會輸吧？」壓倒性實力的評價。通曉兵法，並指教受弗蘭契絲嘉及寶拉基本的用兵之道。在證明朱力歐的清白並被無罪開釋後，收了新的弟子梅克留斯。是幫助年幼的米娜娃逃離王宮的罪魁禍首。曾公開表示「這個世上所有美麗的事物都是為了接受我的愛而誕生的；這個世上所有強悍的存在都是為了敗在我手下而存活的。」教導米娜娃他們劍術和兵法更是為了能與自己戰鬥，弗蘭契絲嘉也說過她是「最糟糕的敵人」。在本作中如同狂言回し存在的角色，出言不遜卻道破事情的本質如同預言般地對周圍造成混亂。
奈比羅・康納法羅
薔薇騎士團所屬的劍審院長官。擔任此一職務超過30年以上的老者，儘管被諷刺為昏庸不明事理之人，但仍是連吉爾伯特也無法輕易撂倒的劍士。對於聖王國軍仍保持著固定的距離，特別將埃勒維雷歐斯視為危險的存在。此外，曾唆使吉爾伯特背叛出走。其後受埃勒維雷歐斯委託刺殺朱力歐的工作，但若朱力歐受到致死性的傷害，希爾維雅便會使用杜克神的力量干預此一可能性而使致失敗，最後被朱力歐貫穿頭顱身亡。
梅克留斯・艾比梅斯
艾比梅斯大公家的繼任男當家，柯尼勒斯與克里斯的外甥。擁有天才般能力的劍士，年僅12歲就獲得紫薔薇騎士勳章的授與。光明之神波柏斯刻印的持有者，其刻印具有增幅其他刻印能力的效果。有著年幼的天真無邪與殘酷的雙重特徵，說話提及自己時便會稱呼自己為「梅爾」。期盼雙親的溫暖，常能見到十分小孩子的一面。受到希爾維雅與朱力歐的關懷，如同2人弟弟般的存在著，另外被卡拉發現其資質而強制收為推倒玩弄的弟子。在朱力歐被暗殺的陰謀中因殺害數名禁衛士兵而遭監禁。在安哥拉帝國軍的入侵後，為搜索行蹤不明的希爾維雅而被釋放，與搜索隊者揮官──被太王提貝烈斯意識奪取的朱力歐身體同行。
而後，在太王提貝烈斯刻印的幫助下成功侵入德克雷希特要塞，並於安娜絲塔希雅的浴室中發現希爾維雅並意圖救出，但被安娜絲塔希雅身為一介武人的力量壓制並負傷。但是，於氣力耗盡前使用波柏斯刻印的力量令安娜絲塔希雅的刻印力量暴走後而失去意識，其後被取得肉體自由的朱力歐與希爾維雅將其帶走，自德克雷希特脫出。

### 安哥拉帝國
安娜絲塔希雅
支配安哥拉帝國的女帝。外表看上去像是10歲左右的幼女，不過是借用和米娜娃相同、託宣女王相鄰血脈的多位女性之血來變的年輕，實際上是相當地高齡。冷酷無情並且有著殘忍的性格，即使是自己的丈夫及子嗣也不出其手。在為了爭奪託宣女王傳承下來的血脈之一的鬥爭中，為了現今自己的身體而不惜將自己的兒子毒死。擁有司掌生命輪轉的女神伊諾・摩勒塔的刻印，具有在一瞬間奪走對方生命的力量。為了奪得永保青春血脈的米娜娃及希爾維雅，而侵略聖王國。曾將作為侍童的尼可徠派做間諜使用，現則將尼可羅歸回配屬。
艾格
安哥拉軍的軍團師長。曾作為安娜絲塔希雅夫婿葛爾佐夫皇帝禁衛軍的見習生，與同年齡安娜絲塔希雅夫的侍童徠可羅有著親密的來往。同時也是希爾維雅女王搜索隊的負責人。

## 地理
聖王國
託宣女王所之配，擁有廣大領土的王國。透過利用女王的預的能力而使勢力大增。除了女王直轄的領地之外，亦有眾多的藩屬。而今由於東方七公國的叛亂導致戰亂持續著。首都為聖都。
- 普林齊諾坡里（プリンキノポリ）

帕露凱教會總教廷所在的宗教都市。七公國便在此締結盟約。做為公國聯合軍精神支柱的此地遭受聖王國軍隊的攻擊，大教堂落陷後，總主教逃往梅德齊亞。克里斯曾參加攻擊此大教堂的前鋒，在僅一個人生還的情況下落陷大門。而一年後，銀卵騎士團則收復此地。
- 伊雷・戴爾・葛雷寇（イル・デル・グレコ）

距離普林齊諾坡里最近港都，過去曾是貨物流通的樞紐，聖王國東西方的物產經由運河以這座港都為集散地。如今被東方公王國札卡立耶斯戈，和海灣北側的聖都鄰近港口所取代，已不見當初繁榮的光景。
- 德克雷希特（デクレヒト）

聖王國北衛軍的軍事據點。克里斯曾在此參予攻城戰，400人的部隊中僅克里斯一人活著開啟城門。
- 藍德夫（ランドルフォ）

位於從聖都到德克雷希特要塞直線上四分之三路程的位置，是一座八角形，非常堅固的軍事據點。
- 哈德利雅奴斯要塞（ハドリアヌス城砦）

哈德利雅奴斯要塞位於聖都東邊的高原上，由聖王國的守城將軍坐鎮，是一處難攻不落的要塞。是聖都外圍的最後一道防線。
東方七公國
聚集在女王直轄領地以東，富有歷史的七個公國。根據普林齊諾坡里的盟約締結，共同揭起反逆聖王軍的亂幟。
札卡利亞（ザカリア）
位於東方七公國西南方臨海的溫暖國度。貿易盛行頗具經濟實力，被認為是七公國之首。銀卵騎士團的所屬國。
- 札卡利耶斯戈（ザカリエスコ）

札卡利亞的中心都市。臨海。札卡利亞公爵的居城。弗蘭契絲嘉他們也住在這裡。
梅德齊亞（メドキア）
位於東方七公國最西邊的位置，臨聖王國。
- 聖卡立昂（サンカリヨン）

梅德齊亞的中心都市。梅德齊亞的居城於此，逃亡的總主教即藏匿於此，在聖王國軍隊的攻擊後曾被佔領。其後，由寶拉指揮的聯合軍奮力奪回。
- 耶帕維拉（エパベラ）

聖卡立昂以東的城市。總主教死後，弗蘭契絲嘉以此為中心締結新的盟約。
拉坡拉幾亞（ラボラジア）
位於東方七公國最北邊的位置。最臨安哥拉帝國，屢次成為與安哥拉的最前線。
- 里德利雅（リドリア）

拉坡拉幾亞最北邊的小村莊。為了防備安哥拉的侵略，平時就有拉坡拉幾亞騎士團的重兵駐守著。但在安哥拉入侵後轉眼間就被壓制了。
榭露齊尼亞（キセルキニア）
位於東方七公國西北邊的位置。
- 伊梅漢（イメイヘン）

位在榭露齊尼亞公國和女王直轄領地交界上的要塞都市。薔薇章的唯一發行機構，劍審院就座落在這座都市裡頭。伊梅漢在榭露齊尼亞的方言中意指「石船」。那裡原是當地原住民削岩開鑿出來的一個居住區。日後被榭露齊尼亞剿滅，另行搭建起一座城塞，也就是現在的伊梅漢。伊梅漢在地圖上雖然是位於榭露齊尼亞公國的領土上，但實質上卻是由聖王國管轄。
齊露瑪尼亞（ケルマニア）
位於東方七公國東北邊的位置。
札帕尼亞（ザッパニア）
位於東方七公國最東邊的位置。
柯蒙多（コモンドール）
位於東方七公國東南邊的位置。
安哥拉帝國（アンゴーラ帝國）
聖王國北方的強大帝國。與聖王國長期保持敵對的關係，戰鬥時使用稱為「冰象」的巨獸。女帝安娜絲塔希雅先在聖王國各地配置間諜，等做好侵略的準備後自身率領軍隊進軍。
- 斷絕城塞

位於安哥拉南部的巨大要塞，原本是做為皇族避寒的行宮興建，不過在與聖王國的關係惡化後不斷擴建，現今增建後的規模已將整個島盡數覆蓋。

## 用語
託宣女王
聖王國之女王。王室則稱作「聖王室」，擁有只能生出女孩子的血統。世世代代繼承具有預知未來能力命運之神的杜克神之力。僅能預知即將發生在自己身上的危機，而這股力量卻被神官團及三大公家以各種不同型式的方法加以利用。但事實上，託宣之力僅是杜克神能力的極小部分，其真面目則是可以操縱週遭之人命運的能力。
維內拉利亞節
即是甄選聖王國女王招婿、並且舉行婚禮的日子。是聖王國中最重要的慶典。
獻刀儀式
即是為了那些在戰場上陣亡的、沒有留下遺體的同袍們舉辦的喪禮。
薔薇騎士徽章
由劍審院所發行的騎士徽章。
- 黃薔薇徽章

聖王國軍方最為普遍的黃薔薇章，只要花錢就可以在劍審院買到了。這種黃薔薇章便成了人們揶揄的對象，被戲稱為「黃金薔薇章」。
- 紅薔薇徽章

紅薔薇章資格考試之前必須先經過嚴格的身家調查。必須通過家世、品格、學識以及劍術等等各方面的考試，要通過其實並不容易。
- 紫薔薇徽章

紫色薔薇章，一如其顏色所示，這是擁有聖王族的血脈者——也就是三大公家的騎士才可以擁有的薔薇章。考試內容甚至比紅薔薇章還要來得嚴苛。
- 黑薔薇徽章

黑薔薇騎士是憲兵騎士——其職責是逮捕違反騎士規章的騎士，並且將他們送往裁決所。資格並不是採行自願參加考試的方式獲得的。而是劍審院從紅薔薇章的與試者中挑選，進而選考出符合資格的黑薔薇騎士。合格的人必須強制性地參加黑薔薇騎士團。
- 白薔薇徽章

白薔薇徽章，這是必須通過劍審院一等審查才能攀上的騎士階級頂層，據說一般人就算賠上七條命也不見得有機會通過這樣的審查。聖王國軍中不過也就只有五個人獲頒白薔薇勛章。
- 琉璃薔薇章

整個聖王國中，有一朵不帶任何顏色的透明玻璃質薔薇章。這是劍審院的主管才能夠繼承的薔薇章。這朵薔薇章現在就掛在劍審院院長的胸前。
刻印
擁有諸神之力之人，其額頭及雙手皆有如痣一般的符印。紋章的圖案有個體性的差異，各自代表眾神之其一，具有固定的異能力。發動力量時則會發出明亮的藍光。三大公家所持有之異能力皆為「創世之獸」力量的一部分，擁有「獸」之刻印的克里斯殺他們之後則可取回失去的力量。另一方面，安娜絲塔希雅及米娜娃所持有的紋章所代表的是神本身的力量，能力較高於三大公家之力。
| 角色名稱                 | 所屬       | 刻印神祇小說冠名         | 日庫原名     | 中譯本名     | 英文名      | 來源神話 |
| ------------------------ | ---------- | ------------------------ | ------------ | ------------ | ----------- | -------- |
| 米娜娃                   | 銀卵騎士團 | 命運之神、末世之神       | テュケー     | 杜克         | Tyche       | 希臘神話 |
| 希爾維雅                 | 聖王國     | 命運之神、末世之神       | テュケー     | 杜克         | Tyche       | 希臘神話 |
| 路裘斯・古雷格烈斯       | 聖王國     | 催眠之神                 | ソムヌス     | 索姆奴斯     | Hypnos      | 希臘神話 |
| 提貝烈斯・尼洛斯         | 聖王國     | 幻惑之神                 | モルフェウス | 莫爾菲斯     | Morpheus    | 希臘神話 |
| 格雷烈斯・尼洛斯         | 聖王國     | 夢想之神                 | イケロス     | 伊凱洛斯     | Icelos      | 希臘神話 |
| 柯尼勒斯・艾比梅斯       | 聖王國     | 陶醉之神                 | イアコス     | 雅克斯       | Iacchus     | 希臘神話 |
| 迪羅涅斯・艾比梅斯       | 聖王國     | 恐慌之神                 | フォボス     | 霍姆斯       | Phobos      | 希臘神話 |
| 梅克留斯・艾比梅斯       | 聖王國     | 光明之神                 | ポイボス     | 波柏斯       | Phoebus     | 希臘神話 |
| 榭蘿妮希卡               | 聖王國     | 杜克神的侍從             | スミュルナ   | 絲繆露娜     | Smyrna      | 希臘神話 |
| 克里斯托弗洛             | 銀卵騎士團 | 冥王、創世之獸、創世之神 | オルクス     | 歐克斯       | Orcus       | 羅馬神話 |
| 弗蘭契絲嘉・德・札卡利亞 | 銀卵騎士團 | 戰爭女神                 | ベローナ     | 蓓蘿娜       | Bellona     | 羅馬神話 |
| 安娜絲塔希雅             | 安哥拉帝國 | 司掌生命輪轉的女神       | イノ・モルタ | 伊諾・摩勒塔 | Juno Moneta | 羅馬神話 |

## 出版書籍

### 輕小說
| 集數 | Media Factory  | Media Factory          | 東立出版社    | 東立出版社             |
| 集數 | 發售日期       | ISBN                   | 發售日期      | ISBN                   |
| ---- | -------------- | ---------------------- | ------------- | ---------------------- |
| 1    | 2009年4月30日  | ISBN 978-4-8401-2755-4 | 2010年1月21日 | ISBN 978-986-10-4971-7 |
| 2    | 2009年7月31日  | ISBN 978-4-8401-2844-5 | 2010年4月24日 | ISBN 978-986-10-5369-1 |
| 3    | 2009年10月31日 | ISBN 978-4-8401-3059-2 | 2010年6月24日 | ISBN 978-986-10-5711-8 |
| 4    | 2010年1月25日  | ISBN 978-4-8401-3162-9 | 2010年7月24日 | ISBN 978-986-10-6003-3 |
| 5    | 2010年5月31日  | ISBN 978-4-8401-3404-0 | 2010年9月23日 | ISBN 978-986-10-6335-5 |
| 6    | 2010年9月30日  | ISBN 978-4-8401-3506-1 | 2011年2月9日  | ISBN 978-986-10-7197-8 |
| 7    | 2011年2月25日  | ISBN 978-4-8401-3817-8 | 2011年8月11日 | ISBN 978-986-10-8317-9 |
| 8    | 2011年11月23日 | ISBN 978-4-8401-4296-0 | 2012年3月29日 | ISBN 978-986-10-9761-9 |

### 漫畫
月刊Comic Flapper2012年1月號開始連載，由作畫。漫畫版亦由MF Comics Flapper Series集冊出版。
| 集數 | Media Factory | Media Factory          | 東立出版社     | 東立出版社             |
| 集數 | 發售日期      | ISBN                   | 發售日期       | ISBN                   |
| ---- | ------------- | ---------------------- | -------------- | ---------------------- |
| 1    | 2012年4月23日 | ISBN 978-4-8401-4455-1 | 2013年12月25日 | ISBN 978-986-337-159-5 |
| 2    | 2013年1月23日 | ISBN 978-4-8401-4788-0 | 2014年8月21日  | ISBN 978-986-337-160-1 |
| 3    | 2013年8月23日 | ISBN 978-4-8401-5310-2 | 2014年10月17日 | ISBN 978-986-337-161-8 |
| 4    | 2014年3月22日 | ISBN 978-4-04-066506-1 | 2015年5月7日   | ISBN 978-986-348-720-3 |

## 外部連結
- （日語） http://www.mediafactory.co.jp/bunkoj/（页面存档备份，存于）
- （日語）
- （日語）  （本作插畫繪者夕仁老師的個人網站。）
- （日語） http://www29.atwiki.jp/sugiihikaru/（页面存档备份，存于）
- （日語） http://akiyamananae.kitunebi.com/（页面存档备份，存于）（本作漫畫版連載之繪者あきやまねねひさ老師的個人網站。）